# Castell
|  | Si cerqueu la tradició de torres humanes, vegeu «castells». Per a altres significats vegeu «castell (desambiguació)». |

Un castell és una fortificació per a ús militar. El castell és una fortalesa autocontinguda, generalment de l'edat mitjana. Els estudiosos debaten sobre l'abast de la paraula castell, però normalment la consideren la residència fortificada privada d'un senyor o noble. Això és diferent d'una mansió, palau i vil·la, el propòsit principal dels quals era exclusivament per a agradar i no són principalment fortaleses però poden estar fortificades. L'ús del terme ha variat amb el temps i, de vegades, també s'ha aplicat a estructures com ara fortins de turó i cases dels segles xix i xx construïdes per assemblar-se als castells. Durant l'Edat Mitjana, quan es van construir autèntics castells, van adoptar moltes formes amb moltes característiques diferents, tot i que algunes, com ara murs de cortina, escletxes de fletxa i rastells, eren habituals.
Els castells d'estil europeu es van originar als segles IX i X , després de la caiguda de l'Imperi carolingi, el seu territori es va dividir entre senyors i prínceps individuals. Aquests nobles van construir castells per controlar la zona immediata que els envoltava i els castells eren tant estructures ofensives com defensives; proporcionaven una base des de la qual es podien llançar incursions i oferien protecció contra els enemics. Encara que els seus orígens militars s'emfatitzen sovint en els estudis castellers, les estructures també van servir com a centres d'administració i símbols de poder. Els castells urbans s'utilitzaven per controlar la població local i les rutes de viatge importants, i els castells rurals sovint estaven situats a prop d'elements que formaven part de la vida de la comunitat, com ara molins, terres fèrtils o una font d'aigua.
Molts castells del nord d'Europa es van construir originalment amb terra i fusta, però les seves defenses van ser substituïdes més tard per pedra. Els primers castells sovint explotaven les defenses naturals, mancant de característiques com torres i ranures de fletxes i depenent d'una fortuna central. A finals del segle XII i principis del XIII va sorgir un enfocament científic de la defensa dels castells. Això va provocar la proliferació de torres, amb èmfasi en foc de flanqueig. Molts castells nous eren poligonals o es basaven en una defensa concèntrica: diverses etapes de defensa entre si que podien funcionar alhora per maximitzar la potència de foc del castell. Aquests canvis en la defensa s'han atribuït a una barreja de tecnologia castellera de les Croades, com la fortificació concèntrica, i la inspiració de defenses anteriors, com ara forts romans. No tots els elements de l'arquitectura del castell eren de naturalesa militar, de manera que els dispositius com els fossats van evolucionar des del seu propòsit original de defensa a símbols de poder. Alguns grans castells tenien aproximacions llargues sinuoses destinades a impressionar i dominar el seu paisatge.
Tot i que la pólvora es va introduir a Europa al segle xiv, no va afectar significativament la construcció del castell fins al segle xv, quan l'artilleria es va fer prou poderosa per destruir murs de pedra. Mentre que els castells es van continuar construint fins ben entrat el segle XVI, les noves tècniques per fer front al foc millorat dels canons els van fer llocs incòmodes i indesitjables per viure. Com a resultat, els veritables castells van entrar en decadència i van ser substituïts per forts d'artilleria sense cap paper en l'administració civil i cases de camp que eren indefendibles. A partir del segle xviii, hi va haver un renovat interès pels castells amb la construcció de castells simulats, part d'una reactivació de l'arquitectura gòtica romàntica, però no tenien finalitat militar.

## Etimologia
El mot «castell» prové del llatí castellum, diminitiu de castrum peneatium, camp miliat.

### Altres significats
El terme es fa servir de vegades pels treballs de terra prehistòrics (castell de Hollingbury, Castell de Maiden), i altres vegades per a les ciutadelles (com els castells de Badajoz i Burgos) o els xicotets forts d'arrêt aïllats, en els temps moderns. També s'aplica sovint a la mansió principal d'un príncep o noble, i a França (anomenat château) a qualsevol seu pública que siga una relíquia de l'edat feudal. A Bordeus s'anomenen châteaux els cellers de vi que ofereixen una marca de gran qualitat.

## Antecedents

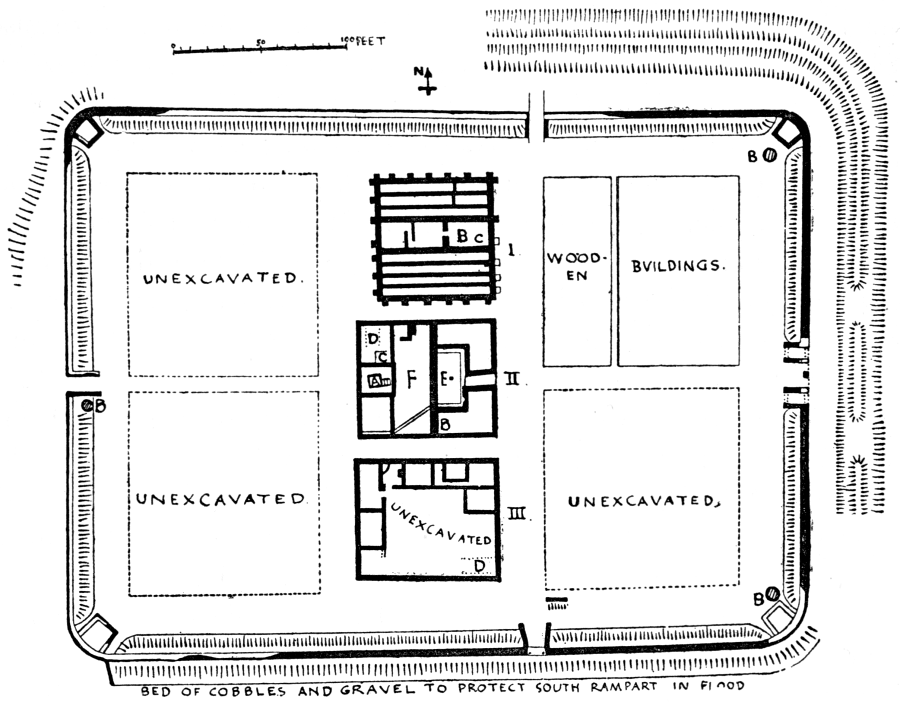
Fort romà a Ambleside, Cumbria

Ja a partir del Neolític (entre el 8500 aC i el 2500 aC), la població va construir turons fortificats per a defensar-se. Molts eren construïts amb fang (tàpia) i han arribat fins als nostres dies, juntament amb proves de l'ús de palissades i fosses. Posteriorment es van anar construint amb pedra, maons de fang o de tova, segons la disponibilitat de materials o les necessitats defensives. Els romans van trobar enemics que es defensaven amb turons fortificats, que anomenaren oppidum. Encara que eren estructures primitives, eren efectives i requerien l'ús de maquinària i altres tècniques de setge per a superar les defenses, com en la batalla d'Alesia.
Les mateixes fortificacions romanes, els castrum, eren simples obres provisionals aixecades sobre el terreny pels exèrcits en campanya, però podrien arribar a ser construccions permanents en pedra, com la muralla d'Adrià a Anglaterra o els Limes a Alemanya. Els forts romans es construïen amb planta rectangular i torrasses amb cantonades arrodonides. L'enginyer romà Vitruvi va ser el primer d'assenyalar el triple avantatge de les torres rodones: un ús més eficaç de la pedra, una més bona defensa contra els ariets (en treballar la muralla a compressió) i un millor camp de tir. Fins al segle xiii aquests avantatges no es van redescobrir a l'Europa del nord, portades de l'Espanya musulmana, que va mantenir la tradició de molt abans ençà.

## Primers castells
Els primers castells es començaren a construir entre els segles VIII i XV, tot i que el seu origen és més antic i tenen precedents en l'arquitectura militar de la Grècia clàssica. A l'alta edat mitjana s'utilitzava com setge defensiu una simple palissada de fusta, però l'evolució de l'armament i les tècniques militars van fer inservible aquest procediment. Més endavant, es va confiar en la solidesa de les construccions de pedra i en l'alçada dels murs que es podia arribar a aconseguir amb aquest material.
Els castells van proliferar durant l'edat mitjana, moment en què el castell no només complia funcions purament castrenses, sinó que servia també de residència als senyors de la noblesa i als reis mateixos, i amb el temps podien arribar a ser un autèntic palau fortificat. Tot i que podia estar enclavat en els nuclis urbans, el més comú és que se situés en llocs estratègics, normalment en punts elevats i propers a un curs d'aigua, des d'on pogués organitzar-se la pròpia defensa i la de les viles que d'ell depenien.
A partir del segle xvi, amb l'ocàs del feudalisme i la consolidació de les monarquies absolutistes, la noblesa propietària dels castells els va anar abandonant a canvi de mansions palatines a la cort. Per aquest motiu, i perquè van quedar obsolets en la seva funció militar, els castells van perdre tot interès i van decaure fins a l'actual ruïna de la major part d'ells.

## Arquitectura

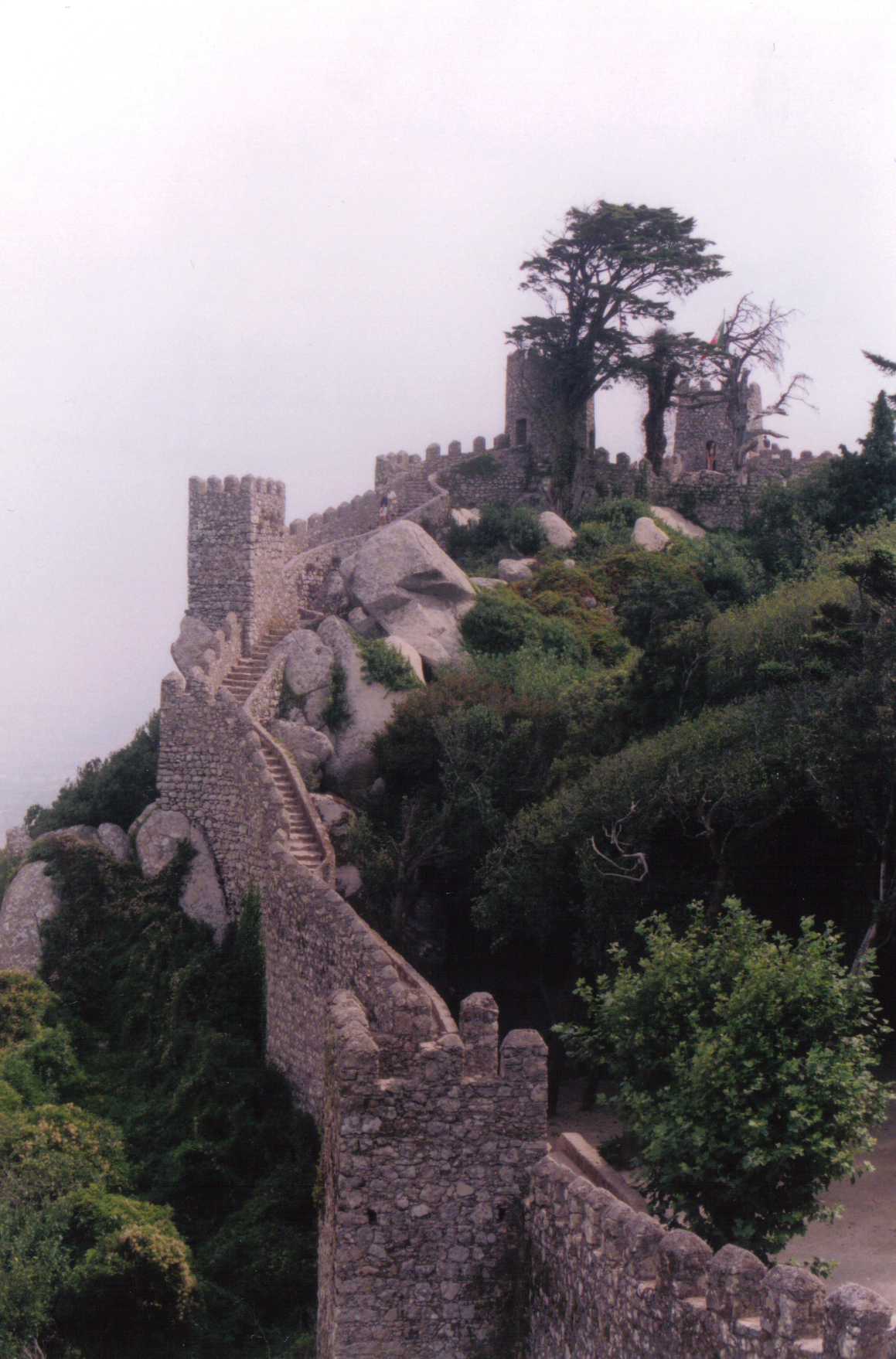
Muralla del Castelo dos Mouros, a Sintra, Portugal.

En l'arquitectura castellera, es poden assenyalar els següents components com a essencials i característics: 
Tot el recinte és tancat per una muralla alta i gruixuda, generalment transitable per l'adarb, un camí que la recorre a la part superior. De tret en tret, s'intercalen a la muralla cubs o torres que permeten de diversificar els angles de tir i defensar millor les cortines. Tots els llenços solen estar coronats per merlets per a la protecció dels defensors. També és habitual disposar de matacans i garites volades per tal de millorar les condicions de tir sobre els assaltants. Al peu de la muralla i rodejant per l'exterior s'obre de vegades una fossa per a vedar l'aproximació de l'enemic, amb ponts llevadissos. Hi pot haver més d'un anell defensiu emmurallat.

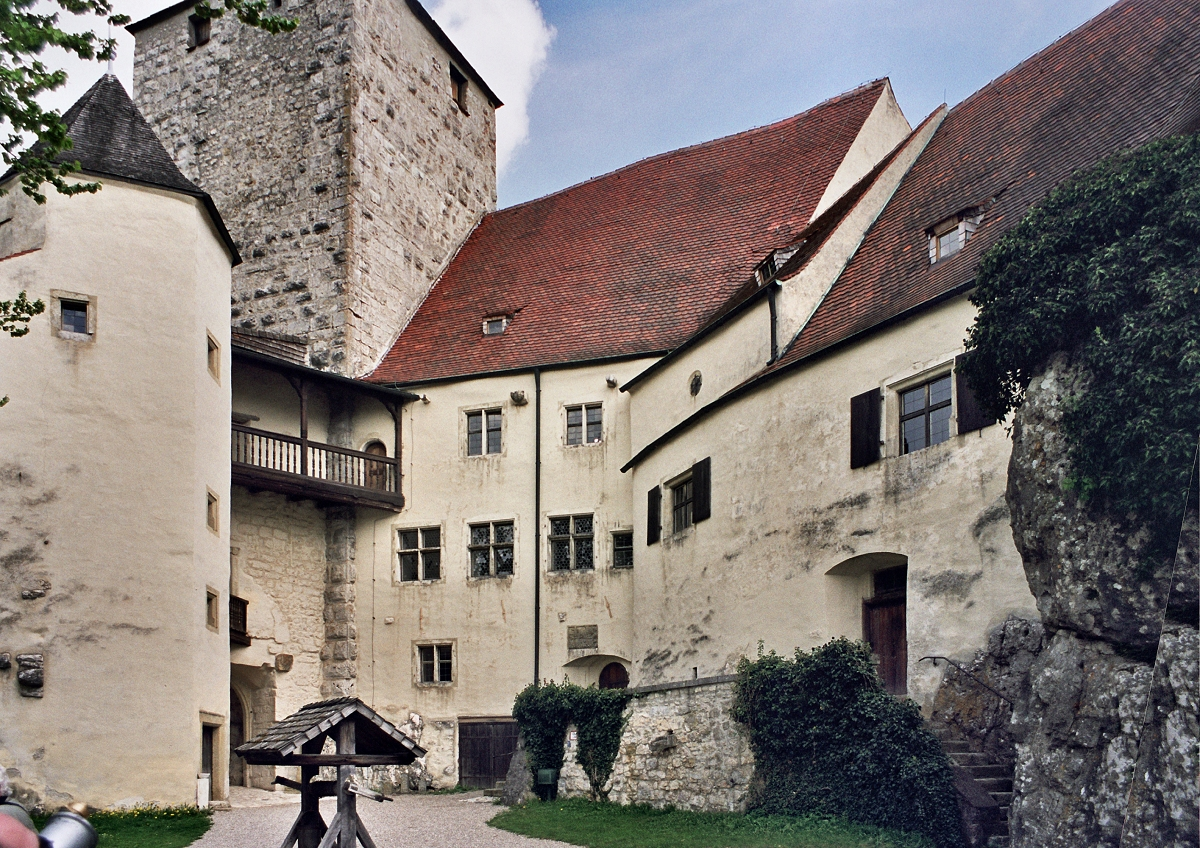
Pati i torre de l'homenatge del Castell de Prunn, a Baviera

La torre de l'homenatge és la torre principal, que serveix de residència del senyor i compleix les funcions més destacades del castell, allotjant les estances principals i, de vegades, els magatzems de queviures. Es troba en la posició més abrigada en relació amb un possible atac exterior, de manera que si sucumbissin la resta de les defenses, aquesta torre fornís un darrer refugi.
Generalment és més alta que la resta del conjunt, les seves dimensions poden ser de fins a 40 metres. La torre de l'homenatge més alta d'Espanya és la del Castell dels Sotomayor Zúñiga a Belalcázar (Còrdova).
El pati d'armes constitueix un espai central que en alguns casos recorda els claustres monàstics. Al voltant del pati es distribueixen les dependències, com la capella (quan n'hi ha), la sala de recepcions, les naus per aquarterament de la tropa, l'armeria, etc. L'entrada al castell es produeix pel pati d'armes, des del qual s'accedeix a la resta de les dependències, com corredors d'accés a les masmorres o fins i tot passadissos secrets de fugida, que solen estar reservats al senyor.
La lliça és l'espai més o menys ample arran de terra passat el pont llevadís, a dreta i esquerra, entre la muralla que envolta el castell i l'edifici. El pou és un del dipòsit per a emmagatzemar l'aigua gairebé sempre obtinguda amb aportacions de ròssec, de vegades el sistema permetia d'emmagatzemar també l'aigua de pluja. Generalment estava construït sota terra. Els merlets són cadascun dels espais massissos que alternen amb altres de buits damunt un parapet, formant part d'un acabament fortificat d'un mur o d'una torre. Són un element arquitectònic típic de l'arquitectura militar medieval. La barbacana és una fortificació de defensa addicional, en el costat més avançat de la fossa. Protegia portes, caps de pont o qualsevol altre lloc que fos punt feble. Se l'anomena també revellí. L'avantmuralla: és una construcció defensiva situada davant de la muralla.
El Cub és una torre rodona o poligonal adjunta al mur d'una fortalesa.

## Castells a la península Ibèrica
L'origen dels castells en la península Ibèrica és bastant antic: es troben restes d'edificis militars en poblats ibèrics i cèltics, com les muralles ibèriques de Tarragona o les restes cèltiques de Cuaña.
Amb la invasió romana neix un nou tipus de construcció militar, les «turres»: construccions rectangulars en què al centre de cada costat s'obre una porta sota la qual passa un camí que convergeix amb els altres al centre del campament. La invasió musulmana introdueix també les seves característiques pròpies en aquest terreny: l'aparell de maçoneria, el maó, el tipus d'alcassaba, etc. Al mateix temps, al nord de la península, es desenvolupa una forma d'arquitectura militar de pedra o carreus, de proporcions no gaire grans, que evoluciona més endavant cap a construccions d'origen europeu, amb l'alta torre de l'homenatge que sobresurt del conjunt i la plaça d'armes envoltada per la muralla i el fossat o vall.

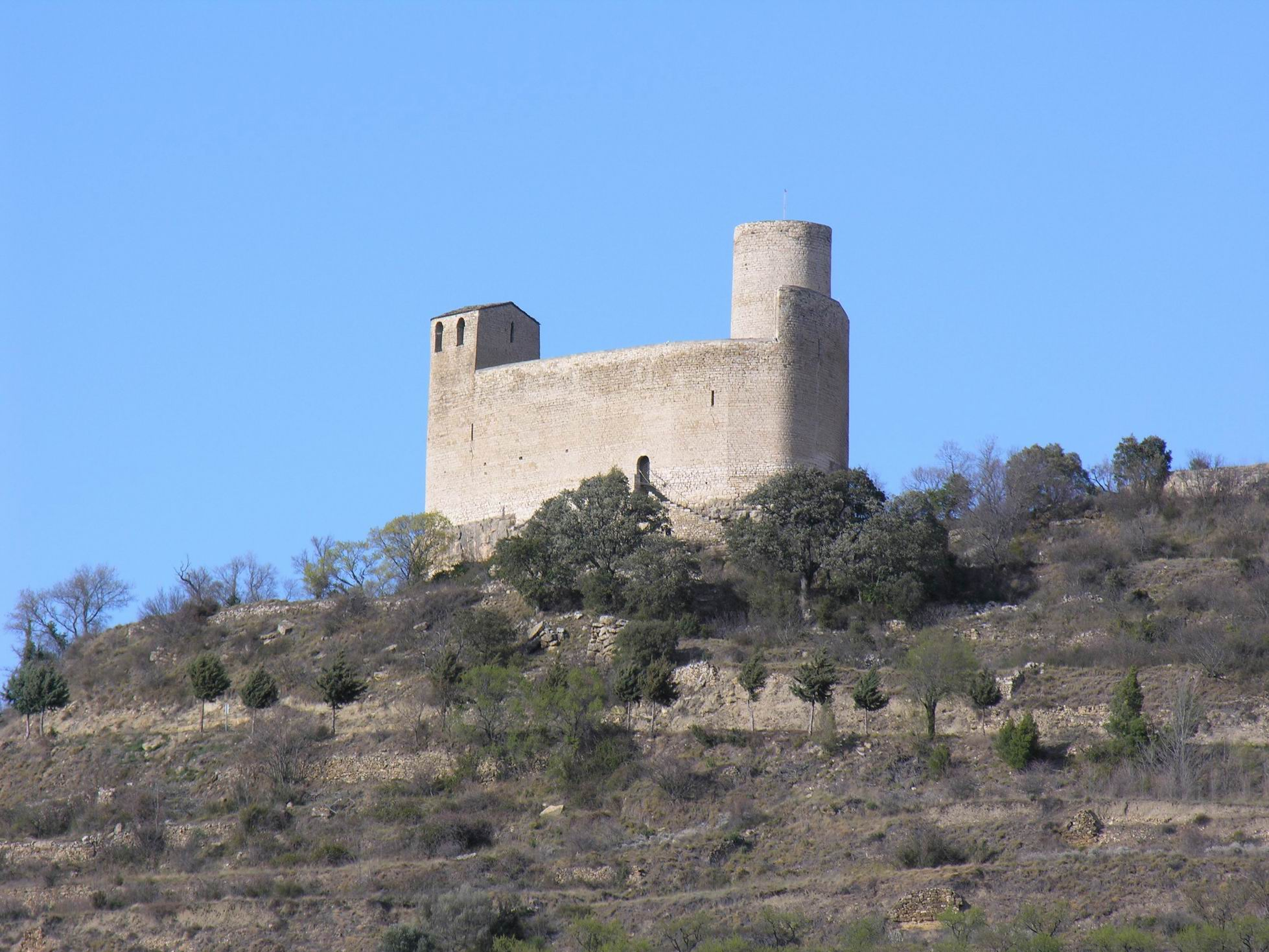
Castell de Mur

A mesura que la Reconquesta avança i es fan més segures les fronteres, els castells s'amplien, multipliquen les seves dependències i es decoren i embelleixen, ja que molts són la residència de la noblesa. De vegades, aquests elements decoratius prevaldran sobre els defensius, cosa que donarà lloc al castell palau (com el palau d'Altamira, a Elx).
Els castells solen estar formats per un edifici o un conjunt d'edificis fortificats i envoltats de muralles, baluards, fossats i altres fortificacions. Si tenia dos recintes, al de l'interior s'hi allotjaven el rei i els seus hostes; comunicant aquest recinte interior amb la torre, lloc des d'on es podien refugiar quan d'altres volien capturar el castell.

### Castells termenats
A partir del segle XI molts castells passaren a ser administrats per nobles i cavallers per delegació de funcions o per una relació feudal, i a Catalunya a partir de mitjans de segle XIII els castells més importants van començar a rebre un territori (terme), sobre el que el senyor o castlà tenia jurisdicció civil sobre els residents al seu terme, i a ells oferia protecció i refugi a canvi de la contribució al manteniment i defensa. El senyor pel dret de recollida a canvi havia de defensar als habitants del terme, per a qui el castell feia de refugi natural en moments de perill, i als qui acollia amb els seus béns.

## En altres llengües
La paraula «castell» deriva del mot llatí castellum, que és un diminutiu de la paraula castrum, que significa 'lloc fortificat'. També deriven de castellum els mots castel en anglès antic, el mot francès château, castillo en castellà i l'italià castello.
La paraula castle fou introduïda a l'anglès poc abans de la conquesta dels normands per referir-se a aquest tipus d'edifici, que llavors era nou a Anglaterra. Tot i que aquests diversos termes deriven de la mateixa arrel llatina, no s'apliquen exactament al mateix tipus d'estructura. Per exemple, el château francès es fa servir per descriure una gran casa de camp en el cor d'una finca, independentment de la presència de fortificacions.
| Català     | castell         |
| Francès    | château         |
| Llatí      | castellum       |
| Castellà   | castillo        |
| Italià     | castello        |
| Portuguès  | castelo         |
| Romanès    | cetate          |
| Occità     | castèl          |
| Anglès     | castle          |
| Alemany    | Burg            |
| Rus        | замок [zàmok]   |
| neerlandès | kasteel, burcht |